# 李弘 (唐)
李 弘（り こう）は、中国・唐の皇太子。父は3代皇帝高宗、母は武照（武則天）。はじめ代王。義宗の廟号と孝敬皇帝の諡号を贈られた。同母弟に李賢（章懐太子）、4代皇帝中宗、5代皇帝睿宗らがいる。

## 生涯
高宗と武照との長男として生まれる。李弘の生年に関しては諸説あるが、同母実弟の李賢が永徽5年12月（655年1月）に既に生まれていたことを考えると、高宗が即位して間もない頃に誕生したと考えられる。
すでに、異母兄で劉夫人が生んだ皇太子李忠がいたが、皇后となった母・武后が廃立し、弘が立太子される。高宗も、子のなかでは最も目をかけていたおり、文武に優れ穏和な性格であったとされ、人望も厚く期待された。
監国を務めて実績を積み仁君の風との評もあったが、武后が監禁し殺害した蕭淑妃の産んだ異母姉妹義陽公主と宣陽公主の解放を高宗に奏上した為に母親の武后から憎悪されて不要とみなされ、上元2年（675年）武后と会合した直後に急死する。武后は弟の賢を皇太子に立てるため皇太子李弘を殺害（『新唐書』『唐会要』『資治通鑑』、前者2つでは鴆毒が使われたとしている）した。
死を悼んだ高宗より、義宗の廟号と孝敬皇帝の諡号を贈られる。子がないため、弟の睿宗の三男の李隆基（後の玄宗）を養子としていた。